# The Standard Parade
The Standard Parade è un film del 1939 diretto da Riley Thompson. È un cortometraggio, parte in live action e parte in animazione, prodotto dalla Disney per la Standard Oil al fine di promuovere una campagna pubblicitaria abbinata dove i personaggi Disney avrebbero presentato i prodotti della compagnia petrolifera.

## Trama
Un prologo live action in bianco e nero racconta la storia di come Walt Disney sia arrivato a Hollywood con 300 dollari, venendo respinto da tutti i grandi studi, ma abbia ottenuto grande successo, molti premi e uno studio fiorente. Inizia poi una parte animata e a colori, dove i personaggi Disney fanno una parata per pubblicizzare la Standard Oil. Topolino guida la parata, Minni porta una bandiera, i sette nani trasportano le lettere della parola "STANDARD", mentre Paperino, Pluto, Pippo, i tre porcellini ed Ezechiele Lupo esibiscono ciascuno un cartello.

## Distribuzione

### Edizioni home video

#### DVD
Il cortometraggio è incluso come Easter egg nel DVD Walt Disney Treasures: Topolino star a colori - Vol. 2, in inglese con sottotitoli.